# 艾瑪好色
《艾瑪好色》（挪威語：Få meg på, for faen）是一部於2011年上映的挪威喜劇電影。劇情改編自奥莱于格·尼尔森的同名小說。

## 劇情簡要
這部電影主要是描述一名15歲的美少女艾瑪（海倫·貝格瓊 飾）關於她的性啟蒙故事。其劇情背景是設定在挪威西部一座名為Skoddeheimen的虛構小鎮上。

## 演員列表
- 海倫·貝格瓊 : 艾瑪
- Henriette Steenstrup：艾瑪的母親
- Malin Bjørhovde：萨拉
- Matias Myren：阿图尔
- Beate Støfring：英格丽德
- Lars Nordtveit Listau：卡贾坦
- Julia Bache-Wiig：玛丽亚
- Jon Bleiklie Devik：塞布约恩
- Julia Schacht：伊丽莎白
- Arthur Berning：泰耶

## 電影取景
- 2010年6月28日至8月16日，電影選在耶尔梅兰、奥斯陆、赛于达以及叙尔达尔等地取景拍攝。

## 獎項
- 2011年翠貝卡影展最佳劇本獎
- 2012年阿曼達影展最佳挪威電影獎

## 外部連結
- 官方网站
- 互联网电影数据库（IMDb）上《艾瑪好色》的资料（英文）